# آزمون

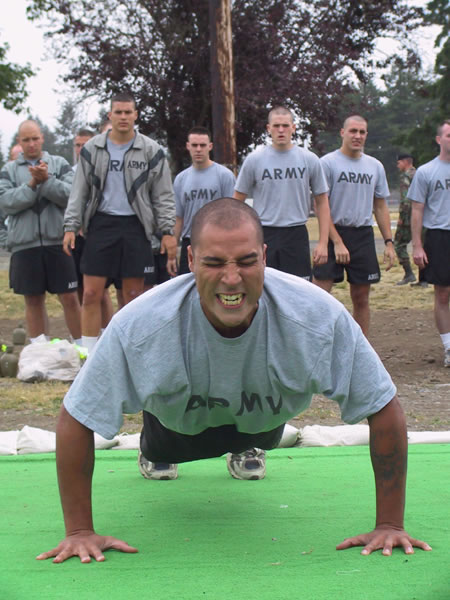
آزمون آمادگی جسمانی از سربازان آمریکایی

آزمون، اِمتِحان، تِست یا ارزشیابی (به انگلیسی: Exam) یک ارزیابی آموزشی است که از طریق آن دانش، مهارت، توانایی، آمادگی جسمانی یا سایر موضوع‌ها (مثل باور) در افراد سنجش می‌شود. یک آزمون ممکن است به صورت شفاهی، روی کاغذ، روی رایانه یا در یک فضای از پیش تعیین شده برگزار شود؛ که حداقل به یک آزمون‌دهنده نیاز دارد تا مجموعه‌ای از مهارت‌ها را نشان یا انجام دهد.
آزمون‌ها از نظر سبک، دقت و الزامات متفاوت هستند. هیچ توافق عمومی یا استاندارد غیرقابل تغییری برای ساختارها و دشواری‌های یک آزمون وجود ندارد. غالباً، شکل و دشواری آزمون به فلسفه آموزشی مربی، اهمیت موضوع، ظرفیت کلاس، سیاست مؤسسه آموزشی یا نهادهای حاکم بستگی دارد.
آزمون ممکن است به صورت رسمی یا غیررسمی انجام شود. نمونه ای از آزمون‌های غیررسمی، آزمون خواندن است که توسط والدین برای کودک انجام می‌شود. یک آزمون رسمی ممکن است یک امتحان باشد که توسط یک معلم در کلاس درس انجام می‌شود؛ یا یک تست هوش، که توسط یک روان‌شناس در یک کلینیک انجام می‌شود. آزمون رسمی اغلب منجر به نمره می‌شود. نمره آزمون ممکن است با توجه به یک هنجار یا معیار یا گاهی هر دو تفسیر شود. هنجار ممکن است به‌طور مستقل یا با تجزیه و تحلیل آماری تعداد زیادی از شرکت کنندگان ایجاد شود.
یک آزمون ممکن است توسط یک مربی، یک پزشک، یک هیئت حاکمه، یا یک ارائه دهنده آزمون ایجاد و اجرا شود. در برخی موارد، توسعه‌دهنده آزمون ممکن است مستقیماً مسئول اجرای آن نباشد. برای نمونه، در ایالات متحده، سرویس تست آموزشی (ETS)، یک سازمان غیرانتفاعی تست و ارزیابی آموزشی، آزمون‌های استانداردی مانند اس‌ای‌تی را توسعه می‌دهد، اما ممکن است مستقیماً در اداره یا نظارت بر این آزمون‌ها دخالت نداشته باشد.

## انواع

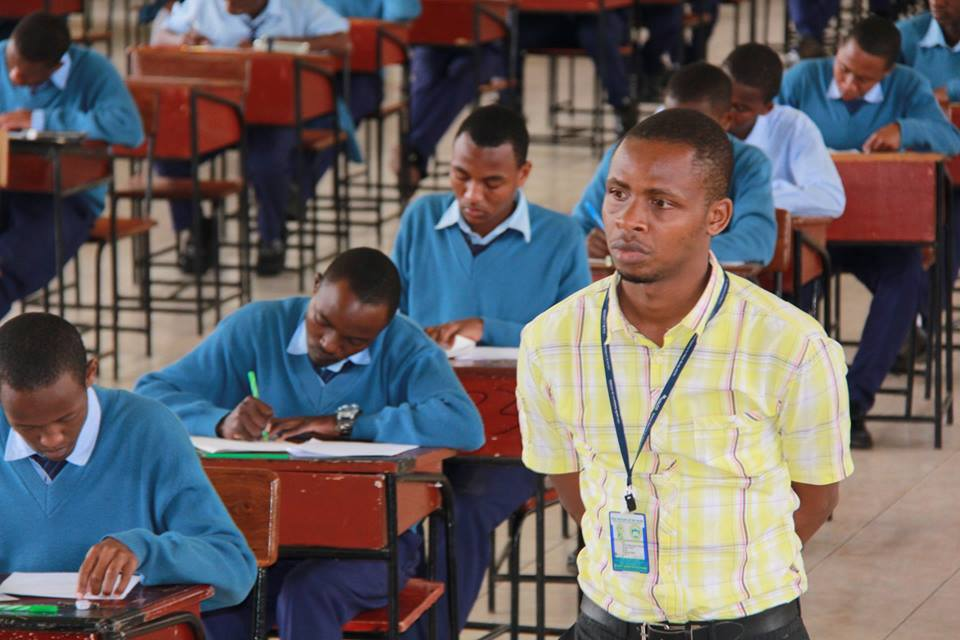
یک آزمون سراسری در آفریقا

### آزمون سراسری
آزمون سراسری نام آزمونی است که برای پذیرش داوطلبان ورود به دانشگاه‌ ها و مراکز آموزش عالی در برخی کشورها مانند ایران، چین و کره جنوبی برگزار می‌ شود و در ایران بیشتر با عنوان «کنکور» (به فرانسوی: Concours) مشهور است. این گونه آزمون‌ در بیشتر کشورهای اروپایی و ایالات متحده آمریکا برگزار نمی‌شود. در حال حاضر کنکور مهم‌ترین آزمون علمی در ایران است.

### امتحان نهایی
امتحانات نهایی مدارس در ایران پس از بازنگری شورای عالی انقلاب فرهنگی بنابر حذف مافیای کنکور و تست زنی در سال ۱۴٠۲ به صورت رسمی برای پایه دوازدهم و در سال های بعد برای پایه های دهم و یازدهم نیز اجرا شد.
پس از برگزاری این آزمون‌ها در سال ۱۴٠۳ اعتراضاتی از سمت دانش آموزان و والدین بنابر ناعادلانه بودن، سطح سوالات بالا برای امتحانات تشریحی و امکان تقلب در برخی حوزه های برگزاری این آزمون شنیده میشد که باعث واکنش شورای عالی انقلاب فرهنگی و زمزمه هایی با عنوان "حذف تاثیر معدل پایه دهم، مثبت شدن تاثیر پایه یازدهم و تاثیر قطعی پایه دوازدهم" از سمت این سازمان بود.
تاثیر این امتحانات در کنکور سال ۱۴٠۵ به صورت ۶٠٪-۴٠٪ است.

## انتقادها
آزمون عملی است که در میانه یا پایان یک دورهٔ آموزشی به‌ خصوص در نظام آموزشی با هدف گزینش گروهی از افراد شرکت‌کننده و حذف گروهی دیگر صورت می‌ گیرد.
برای آنکه نظام تحصیلی موفق شود در آن واحد تفاوت موقعیت افراد در برخورداری از امتیازات فرهنگی را حفظ کند و بدون آنکه نشان دهد چنین می‌ کند و حتی به این تفاوت تقدس بخشد، هیچ چیز نمی‌تواند بهتر از آزمون به کنشگران توهم مسئول بودن خودشان در این فرایند را بدهد، به گونه‌ای که کسانی که در فرایند آموزشی حذف می‌شوند، احساس کنند که شکست خورده‌اند  و برعکس کسانی که در این فرایند از میان جمع کوچکی از کسانی که قابلیت برگزیده شدن را داشته‌اند برگزیده می‌شوند، این احساس را داشته باشند که این گزینش تأییدی است بر شایستگی واقعی آن‌ها یا نشان دهندهٔ ودیعه‌ای که در وجود آن‌ها نهفته بوده و سبب شده که آن‌ها بر دیگران برتری بیابند؛ بنابراین باید گفت که امتحان، به صرف وجودش، فرایند حذف کردن را در زیر فرایند گزینش پنهان می‌کند، بدین ترتیب، کاملاً خواهیم فهمید که چرا امتحان در کارکرد خود در مقابل گزینش هنوز هم از منطق حاکم بر فرایند حذفی تبعیت می‌کند که آن را پنهان می‌کند.